# 탈레스 알레니아 스페이스

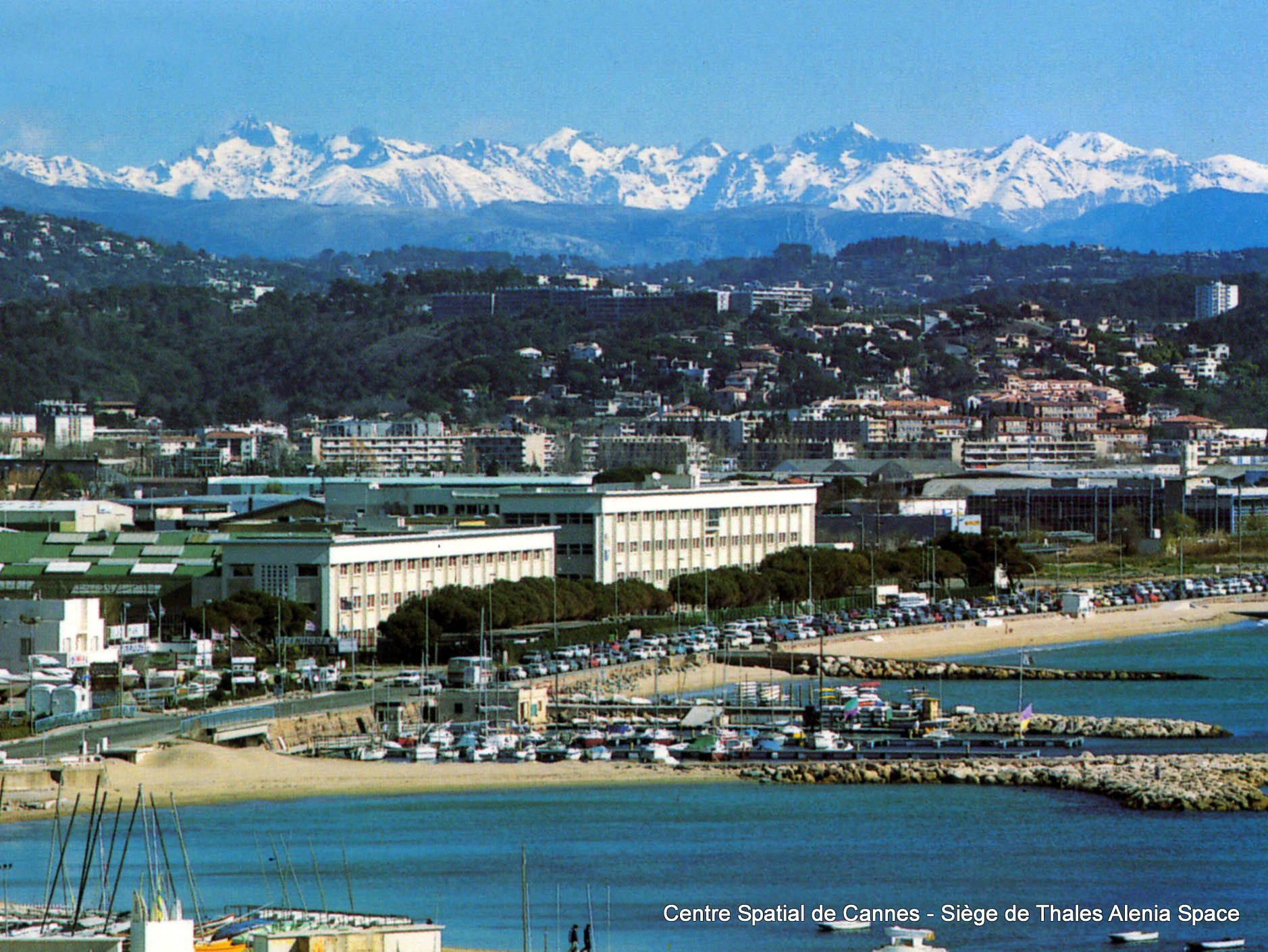

탈레스 알레니아 스페이스(Thales Alenia Space)는 프랑스 탈레스 67%와 이탈리아 핀메카니카가 33%로 합작설립한 기업으로, 프랑스 칸느에 본부가 있다. 종업원 500명 이상을 대기업이라고 하는데, 7,200명이나 된다. 유럽 최대의 인공위성 제작회사이다. 아리랑 5호의 합성개구레이다를 제작했다.

## 역사
2005년 6월 1일 알카텔 스페이스와 알레니아 스파지오의 합병으로 알카텔 알레니아 스페이스(Alcatel Alenia Space)가 설립되었으며, 알카텔-루슨트가 67%, 핀메카니카가 33%를 소유하였다.

## 같이 보기
- 삼성 탈레스
- 코스모-스카이메드